# Балінка
Балінка (пол. Balinka) — село в Польщі, у гміні Штабін Августівського повіту Підляського воєводства.
Населення — 68 осіб (2011).
У 1975—1998 роках село належало до Сувальського воєводства.

## Демографія
Демографічна структура станом на 31 березня 2011 року:
|          | Загалом | Допрацездатний вік | Працездатний вік | Постпрацездатний вік |
| -------- | ------- | ------------------ | ---------------- | -------------------- |
| Чоловіки | 31      | 7                  | 18               | 6                    |
| Жінки    | 37      | 8                  | 16               | 13                   |
| Разом    | 68      | 15                 | 34               | 19                   |